# 圣母玛丽亚黑死病纪念柱
圣母玛丽亚黑死病纪念柱（捷克語：Mariánský sloup）位于捷克比尔森市中心共和国广场，皇宫（Císařský dům）前面，巴洛克风格。它由市议会立于1681年，作者Kristián Widemann ，以庆祝鼠疫流行的结束。雕像的顶端是哥特式雕塑比尔森圣母（Plzeňská madona）。2020-2021修复。现已列为捷克共和国文化古迹加以保护。

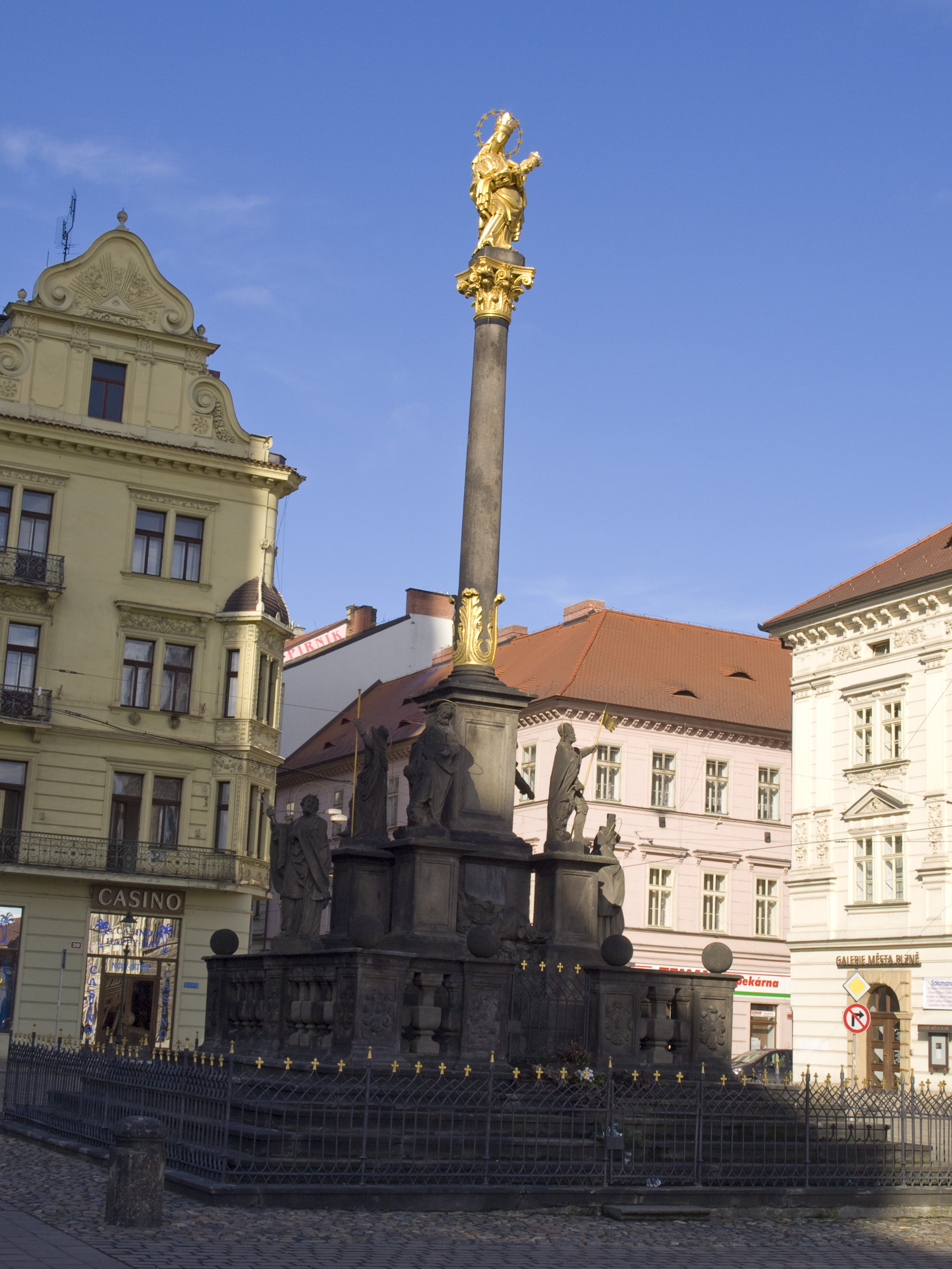
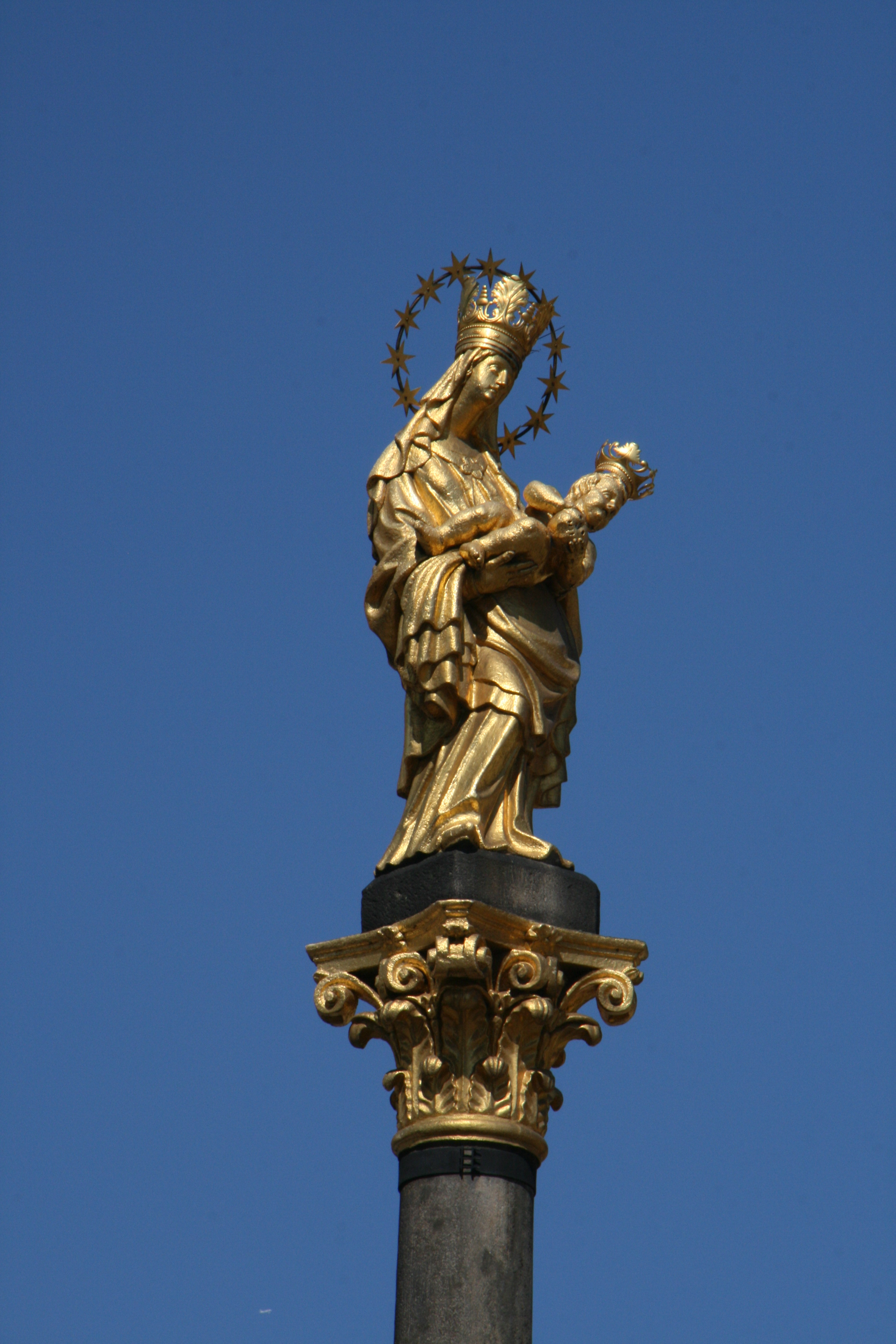
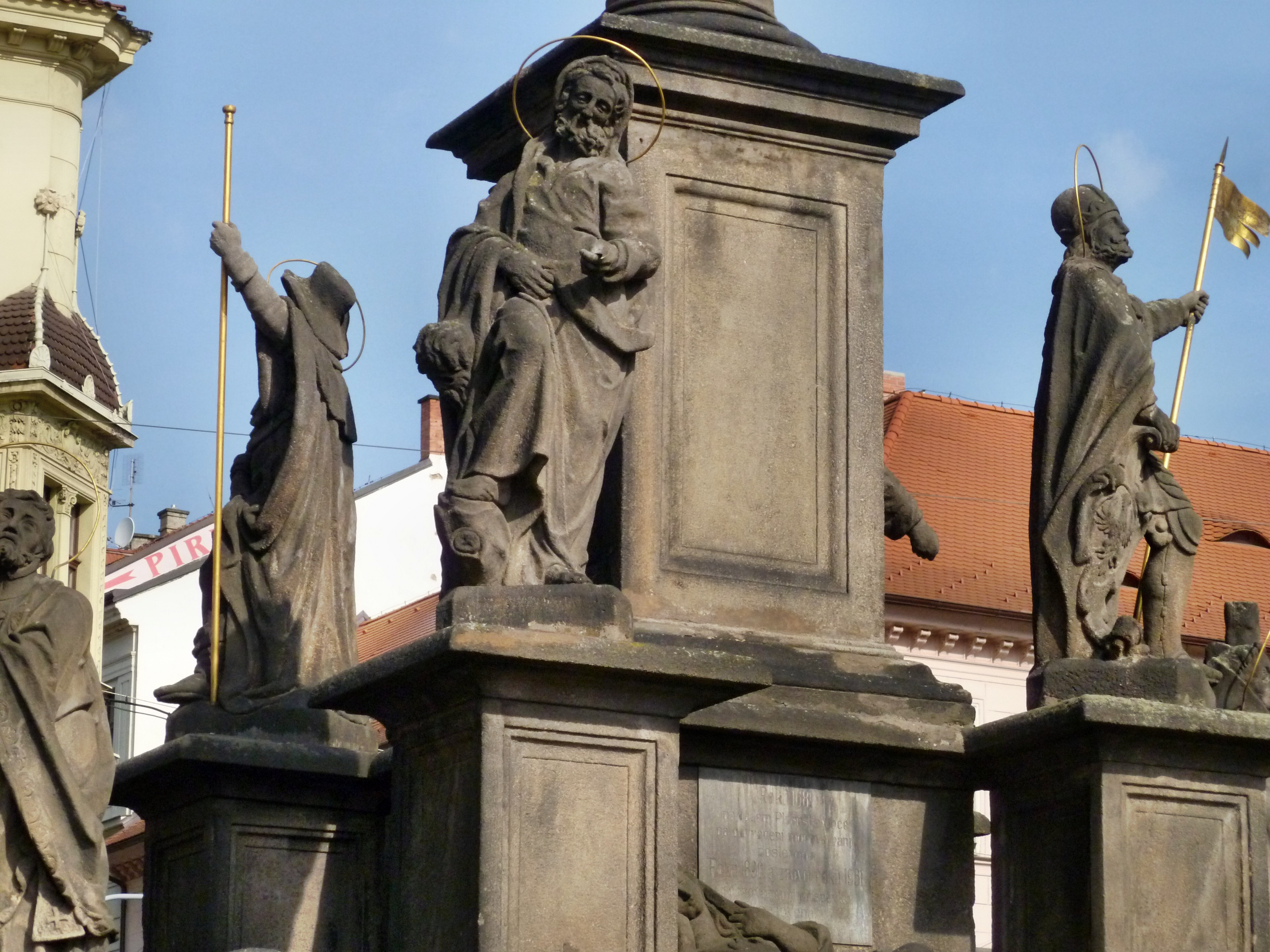